# Leonel Alves
Leonel Felipe Alves Alves (sinh 28 tháng 9 năm 1993) là một cầu thủ bóng đá Andorra thi đấu cho FC Andorra, ở vị trí tiền vệ phòng ngự.

## Sự nghiệp
Alves từng thi đấu cho UE Santa Coloma và FC Andorra.
Anh ra mắt quốc tế cho Andorra năm 2014.